# Río Alto Beni
Río Alto Beni är ett vattendrag i Bolivia.   Det ligger i departementet La Paz, i den nordvästra delen av landet, 600 km norr om huvudstaden Sucre.
I omgivningarna runt Río Alto Beni växer i huvudsak städsegrön lövskog. Runt Río Alto Beni är det mycket glesbefolkat, med 2 invånare per kvadratkilometer.